# ال‌تی‌یو تکنالوجیز
ال‌تی‌یو تکنالوجیز (انگلیسی: LTU Technologies) شرکت نرم‌افزار فرانسوی است، که در سال ۱۹۹۹ تأسیس شد.